# Sethera
Sethera war eine schwedische Automarke.

## Unternehmensgeschichte
Svenharry Akesson gründete 1987 in Landskrona das Unternehmen S. H. Design und begann mit der Produktion von Automobilen. Der Markenname lautete Sethera. 1991 endete die Produktion.

## Fahrzeuge
Das Unternehmen stellte Kit Cars her. Eine Modellreihe basierte auf dem Fahrgestell des VW Käfer. Es stand aber auch ein Gitterrahmen mit einem längeren Radstand zur Verfügung, in dem die Motoren in Mittelmotorbauweise montiert wurden. Bei diesen Modellen fand die Vorderachsaufhängung von Ford Cortina oder Ford Granada Verwendung. Optisch ähnelten die Fahrzeuge zunächst dem Ford GT 40, später dem Lamborghini Countach, inklusive dessen Türsystem.